# Klas Wiljergård
Klas Wiljer Leif Wiljergård, född 26 maj 1989 i Falköping, är en svensk skådespelare, regissör och manusförfattare. 

## Biografi
Klas Wiljergård föddes i Falköping där han gick på Fredriksbergsskolan. Det var också där hans första teateraktiviteter inleddes genom studieförbund, han ingick bland annat i gruppen Teater Relevant. Han gick sedan det estetiska programmet på Katedralskolan i Skara. Wiljergård har senare läst teatervetenskap vid Stockholms universitet.

## Yrkesliv
Wiljergård har haft roller i den Oscarsnominerade filmen En man som heter Ove, Bröllop, begravning och dop – filmen samt Min pappa Marianne.
På TV har man bland annat kunnat se honom i 2017 års julkalender Jakten på tidskristallen samt Bröllop, begravning och dop.
På scenen har han spelat Joey i musikalen En värsting till syster på Chinateatern och Holmfrid i Så som i himmelen på Malmö Opera.
Han har också arbetat med humorprogram i Sveriges Radio, både som medverkande, manusförfattare och regissör.
Klas Wiljergård har varit regissör för musikalen Den osalige med Per Andersson, Ulla Skoog och Linus Wahlgren på Gunnebo slott samt manusförfattare och regissör för #Revyn2.0 på Lisebergsteatern med Claes Månsson och Annika Andersson. 
På Riksteatern var han regissör och en av manusförfattarna till pjäsen Zebrafinken med Carlos Romero Cruz.
Wiljergård har också verkat som regiassistent och biträdande regissör och har till exempel arbetat med svenska uppsättningar av Book of Mormon, Jersey Boys och Gentlemannen.

## Teater

### Roller
| År   | Roll     | Produktion                                                                                               | Regi             | Teater       |
| ---- | -------- | --- | ---------------- | ------------ |
| 2019 | Joey     | En värsting till syster (Sister Act) Alan Menken, Glenn Slater, Cheri Steinkellner och Bill Steinkellner | Anders Albien    | Chinateatern |
| 2022 | Holmfrid | Så som i himmelen Fredrik Kempe, Carin Pollak och Kay Pollak                                             | Edward af Sillén | Malmö Opera  |

### Regi
| År   | Produktion                                        | Upphovsmän                             | Teater                  |
| ---- | ------------------------------------------------- | -------------------------------------- | ----------------------- |
| 2017 | Zebrafinken                                       | Carlos Romero Cruz                     | Riksteatern             |
| 2019 | Den osalige                                       | Per Andersson och Håkan Johnsson       | Gunnebo slott           |
| 2025 | Oss swingers emellan Whose Wives Are They Anyway? | Michael Parker Översättning Pär Nymark | Krusenstiernska teatern |